# Erik Petersson (häradshövding)
Erik Gustaf Hjalmar Petersson, född 17 november 1866 i Östra Husby församling, Östergötlands län, död 27 september 1936 i Linköpings församling, Östergötlands län, var en svensk häradshövding.

## Biografi
Erik Petersson var son till kronofogden Hjalmar Leonard Petersson och Clara Augusta Charlotta Petersson. Han avlade mogenhetsexamen 1885 och blev 1886 student vid Lunds universitet, där han avlade hovrättsexamen 1888. Petersson blev samma år extra ordinarie notarie i Göta hovrätt och vice häradshövding 1892. Tillförordnad domhavande i Kinda och Ydre, sedermera i Nordals, Sundals och Valbo domsaga i Älvsborgs län. Han blev senare häradshövding över Lysings och Göstrings domsaga.
Han gifte sig den 1 september 1904 med Agda Löwenborg.